# Sam Muchnick
Samuel Muchnick, detto Sam (22 agosto 1905 – Saint Louis, 30 dicembre 1998), è stato un imprenditore statunitense, promotore di wrestling.
È considerato l'equivalente nel wrestling di Pete Rozelle (il dirigente che rivoluzionò la NFL), e figura di capitale importanza nell'affermazione a livello nazionale della National Wrestling Alliance, che nel 1948 divenne la federazione dominante nell'industria del wrestling statunitense. Muchnick fu presidente NWA dal 1950 al 1960 e una seconda volta dal 1963 al 1975. Era principalmente attivo nella St. Louis Wrestling Club, una delle prime compagnie ad affiliarsi alla NWA.

## Vita e carriera

### National Wrestling Alliance
Nei pochi anni seguenti, Muchnick fu spesso costretto a impiegare vecchi veterani piuttosto che i talenti emergenti migliori (incluso il campione mondiale in carica Lou Thesz), tutti controllati da Tom Packs. A metà 1948, Muchnick fu approcciato dai promoter Pinky George e Tony Stecher con la proposta di fondare una nuova alleanza di federazioni di wrestling. Fino a quel momento, tutte le organizzazioni di wrestling professionistico facevano capo alla National Wrestling Association, composta da varie commissioni atletiche. La loro idea era di formare una coalizione di promoter, che si sarebbero "spartiti" i talenti migliori, più economicamente interessanti. Come risultato, il 19 luglio 1948, Muchnick si incontrò con i colleghi Pinky George, Wally Karbo (che rappresentava Tony Stecher), Orville Brown, Max Clayton e Al Haft presso il President Hotel di Waterloo (Iowa), con l'intento di formare l'organizzazione che sarebbe stata denominata National Wrestling Alliance. Pinky George fu eletto primo presidente della neonata compagnia, mentre Orville Brown fu dichiarato d'ufficio primo campione mondiale NWA dei pesi massimi. Poco tempo dopo, Muchnick divenne il beneficiario dello scambio di talenti generato dalle varie organizzazioni che si affiliarono alla NWA. Uno dei primi traguardi fu l'assicurasi il contratto del giovane heel "Nature Boy" Buddy Rogers. La carismatica persona di Rogers gli consentì introiti economici sufficienti per reclutare anche Lou Thesz. Il 27 novembre 1949, Thesz unificò d'ufficio i titoli mondiali National Wrestling Association e National Wrestling Alliance dopo che Brown si era gravemente infortunato in un incidente d'auto prima del match tra i due che era in programma.

### Ritiro e morte
Muchnick si ritirò dal mondo del wrestling nel gennaio 1982. Morì il 30 dicembre 1998 a St. Louis all'età di 93 anni.

## Riconoscimenti
- National Wrestling Alliance
  - NWA Hall of Fame (Classe del 2005)[2]
- St. Louis Wrestling Hall of Fame
  - (Classe del 2007)
- Wrestling Observer Newsletter
  - Wrestling Observer Newsletter Hall of Fame (Classe del 1996)
- Professional Wrestling Hall of Fame and Museum
  - (Classe del 2003)